# Blepephaeus subannulatus
Blepephaeus subannulatus är en skalbaggsart som beskrevs av Stefan von Breuning 1979. Blepephaeus subannulatus ingår i släktet Blepephaeus och familjen långhorningar. Inga underarter finns listade.